# Heiko Thomsen
Heiko Thomsen (* 17. Februar 1967 in Glückstadt, Schleswig-Holstein) ist ein deutscher Lehrer, Literaturwissenschaftler, Autor, Herausgeber, Übersetzer und Redakteur. Thomsen lebt und arbeitet in Hamburg.

## Leben und Werk
Thomsen wuchs in einem hochdeutsch geprägten Umfeld in Kremperheide (Kreis Steinburg) auf. Nach seiner Schulzeit in Itzehoe studierte er Erziehungswissenschaften, Anglistik und Germanistik in Hamburg und wurde Lehrer. Seit 1998 unterrichtet er an einer Schule in Hamburg-Niendorf. Er ist Mitglied in mehreren literarischen Gesellschaften (u. a. Gesellschaft der Arno-Schmidt-Leser, Klaus-Groth-Gesellschaft, Hebbel-Gesellschaft, A.E. Johann-Gesellschaft, Freudenthal-Gesellschaft) und Gründungsmitglied des niederdeutsch-friesischen PEN-Zentrums. Seit 2017 ist er Redakteur des Quickborn, der Zeitschrift für plattdeutsche Sprache und Literatur. Thomsen schreibt literarische und fachwissenschaftliche Beiträge für Zeitschriften, Jahrbücher, Anthologien und Sammelbände auf Hoch- und Plattdeutsch. Sein literarisches Hauptinteresse gilt Arno Schmidt und Klaus Groth. Seit 2022 gibt er im Privatdruck die thematischen Halbjahreshefte der Edition MolenKieker heraus, die sich durch ihren Bezug zu Norddeutschland auszeichnen und in denen auch die Regionalsprache Plattdeutsch Berücksichtigung findet.

## Veröffentlichungen

### Buchveröffentlichungen (Herausgeberschaft)
- Hammer Alter! Hundert? – Allerdings! Festschrift zum hundertsten Geburtstag von Arno Schmidt (mit Sted Telling), Privatdruck in limitierter Auflage von 100 nummerierten Exemplaren. Hamburg, 18. Januar 2014*
- Tellingstedt & der Weg dorthin (mit Ulrich Klappstein), Neisse Verlag, Dresden 2016, ISBN 978-3-86276-186-9
- Potz Louis Harms & Candaze! (mit Ulrich Klappstein), Neisse Verlag, Dresden 2021, ISBN 978-3-86276-318-4
- Klaus Groth: Mein Jungsparadies. Eine Kindheit in Tellingstedt (mit Sted Telling), elbaol verlag hamburg, Meldorf 2021, ISBN 978-3-939771-86-9
- JAHRBUCH der Gesellschaft der Arno-Schmidt-Leser 2021/2022 (mit Ulrich Klappstein), Edition M & N, Dillenburg 2024, ISBN 978-3-928796-12-5
- Schrievkraam. Bolko Bullerdiek sien Gedichten un Geschichten un wat de Lüüd dorto seggt un schrievt. Allerhand Sammelee to sien 85. Geboortsdag. Leben – Werk – Wirkung (mit Sonja Dohrmann), Quickborn-Verlag, Hamburg 2024, ISBN 978-3-87651-508-3

### Edition MolenKieker
- Wo der Nebel wächst. Aufsätze zur Literatur (Heft 1)
- Min Modersprak, wa klingst du schön. Sprachthematisierende Gedichte (Heft 2)
- Mein Jungsparadies revisited. Schmidt und Groth auf Platt und Hoch (Heft 3)
- Mit Heidi Kabel danzen. „Vertell doch mal“-Geschichten (Heft 4)
- Auf unbefestigten Pfaden. Gespräche über Bücher und Menschen (Heft 5)
- Trutz, blanke Hans. Textfunde von der Waterkant (Heft 6)

## Auszeichnungen
- 2022: Zweiter Preis beim NDR-Wettbewerb Vertell doch mal für seine Geschichte Wi mööt hier rut![4]
- 2024: Fritz-Reuter-Preis der Carl-Toepfer-Stiftung in Hamburg für sein „beharrliches, kreatives und engagiertes Wirken für das Plattdeutsche“[5]